# Adele Christina Scafuro
Adele Christina Scafuro ist eine US-amerikanische Klassische Philologin.

## Leben
Sie studierte von 1968 bis 1973 am Vassar College (B.A.: Mai 1972 (English Literature)) und von 1973 bis 1979 an der Yale University (M.A.: Mai 1974, Classics). Sie erwarb den Ph.D. an der Yale University im Dezember 1983 bei A. Thomas Cole in Classics Dissertation: Universal History and the Genres of Greek Historiography. Seit Juli 1983 lehrt sie als Professorin für Classics an der Brown University.

## Schriften
- als Herausgeberin mit Alan L. Boegehold: Athenian identity and civic ideology. Baltimore 1994, ISBN 0-8018-6970-6.
- The forensic stage. Settling disputes in Graeco-Roman New Comedy. Cambridge 1997, ISBN 0-521-44383-0.
- Demosthenes: Speeches 39 – 49. Austin 2011, ISBN 0-292-72556-6.
- als Herausgeberin mit Michael Fontaine: The Oxford handbook of Greek and Roman comedy. Oxford 2014, ISBN 978-0-19-974354-4.